# Van Hool TD 824 Astromega

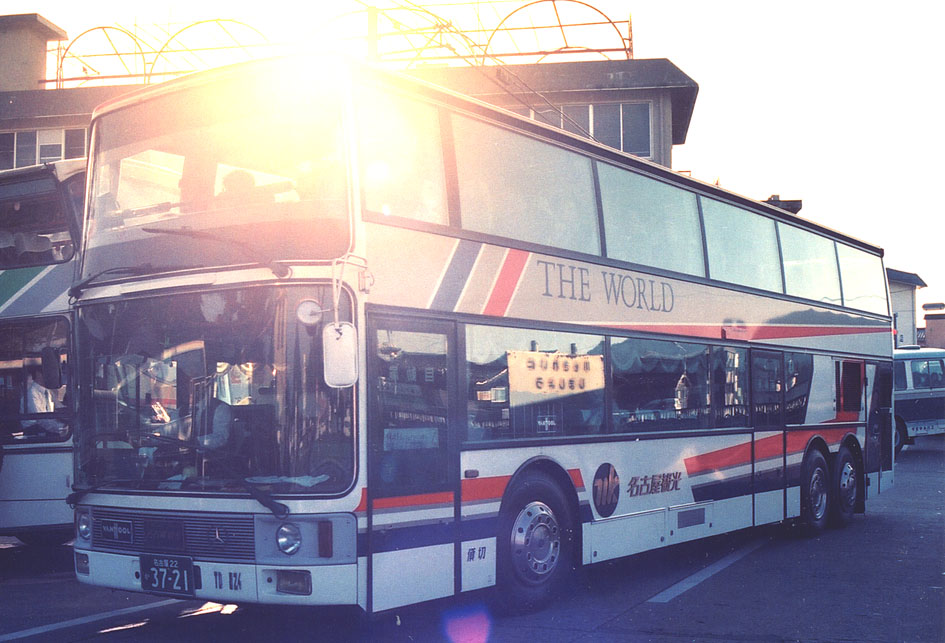
Van Hool TD 824 Astromega (1982-1992)

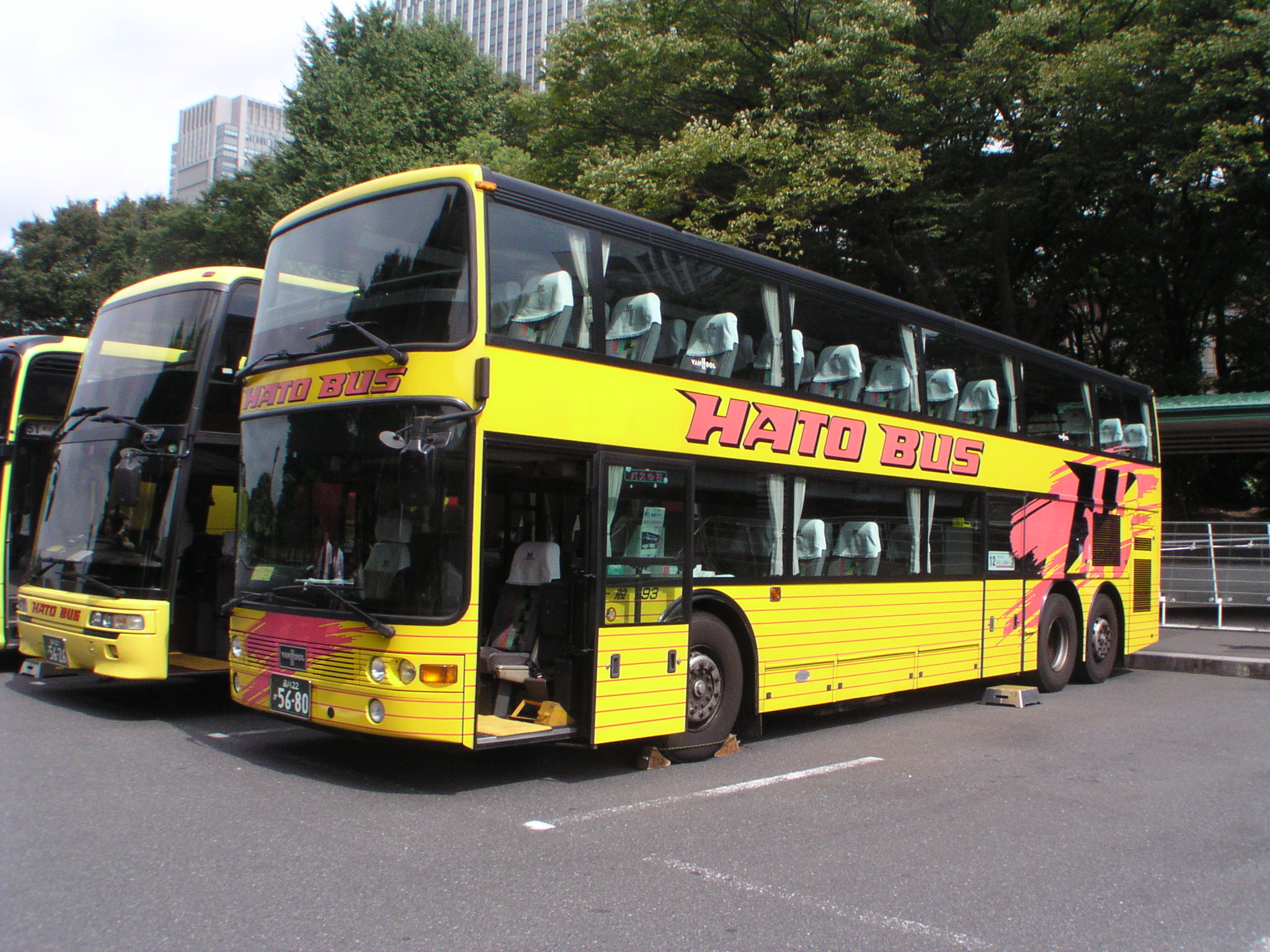
Van Hool TD 824 Astromega (1992-1997)

Van Hool TD 824 Astromega est un autocar de tourisme à double étage, de construction autoportante, fabriqué par la société belge Van Hool, dont la production a été lancée en 1982 et s'est terminée en 1997. Il figure toujours à l'heure actuelle comme l'une des meilleures références chez les transporteurs. Ce modèle est présent dans de nombreux pays du monde comme le Japon.
En 1994, à la suite des législations favorables en Europe, une version allongée de 160 cm (TD827) voit le jour.
Fin 1997 Les deux versions sont remplacées par les versions TD924 et TD927 de la nouvelle gamme T9. Les derniers exemplaires des TD824 et TD827 furent donc construits en 1997.
Il est à noter qu'il existait également une version "carrosserie" légèrement différente disponible sur châssis DAF, Volvo et Scania. Cette version fut nommée "Astrobel" et n'était disponible que pour les marchés Scandinaves et des Îles Britanniques. D'ailleurs, le modèle de tableau de bord reflète systématiquement celui de la marque du châssis monté sur chaque exemplaire, contrairement aux modèles continentaux assemblés sur châssis M.A.N. qui disposaient d'un tableau de bord plus standardisé. Le confort n'en était généralement qu'amélioré lors de la circulation sur route grâce aux techniques développées par les constructeurs de châssis DAF, Volvo et Scania.
Au début des années 1980, quelques exemplaires destinés au marché espagnol ont partiellement été produits dans l'usine espagnole de Van Hool, située à Saragosse. Le bas de la structure était construite en Belgique, équipée des composants mécaniques et ensuite envoyée à l'usine de Zaragoza pour le reste de la construction.

## Motorisations
- un premier exemplaire a été construit avec moteur Fiat...
- 1982 à 1987 : Moteur Mercedes-Benz
- 1987 à 1992 : Moteur M.A.N.
- 1992 à 1997 : Modernisation de la gamme par le design et les équipements, puis arrêt de la production en 1997.